# Parábola del árbol y sus frutos

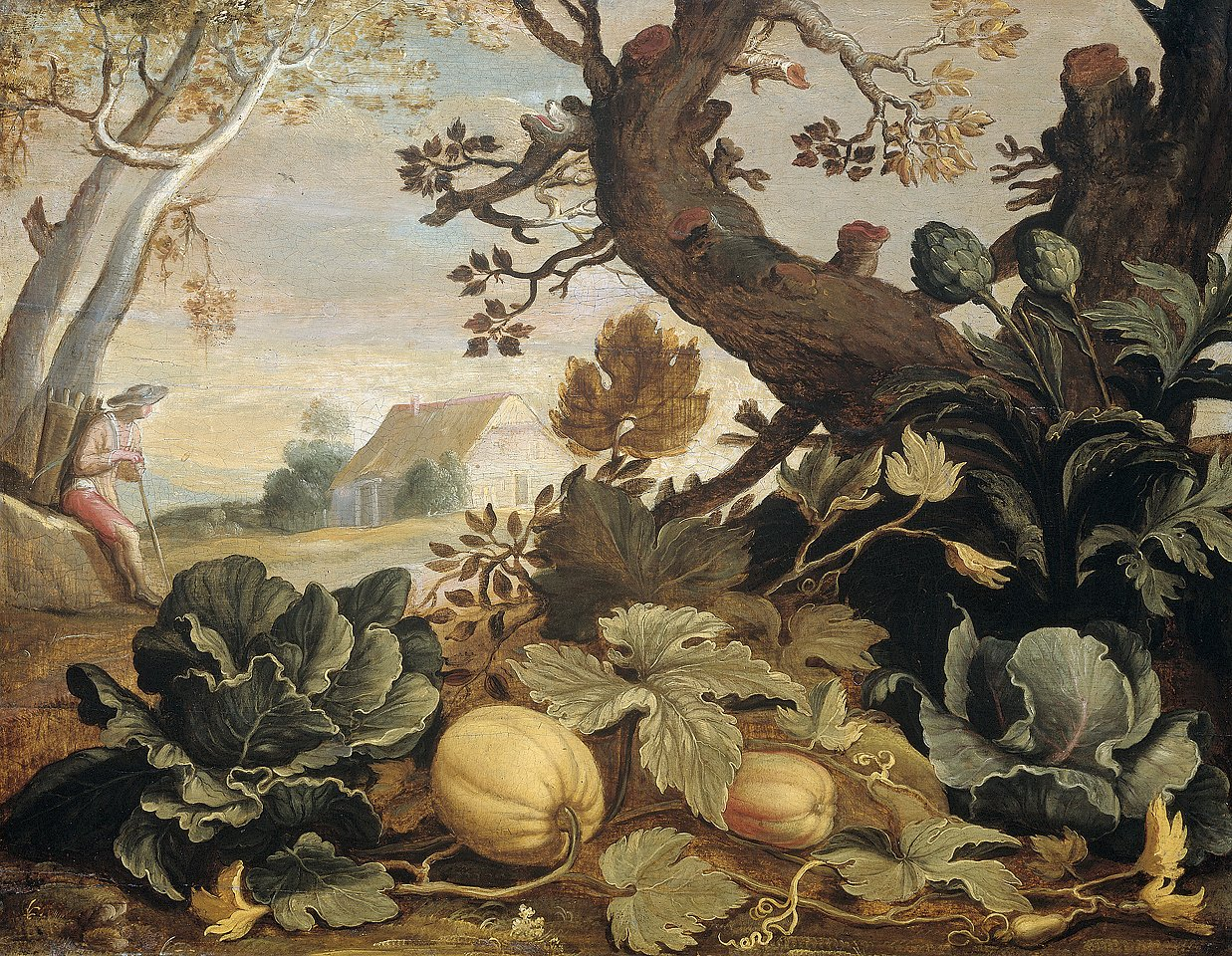
Abraham Bloemaert - Paisaje con verduras y frutas en primer plano.

La Parábola del árbol y su fruto, también llamada de los Árboles y su fruto,  es una parábola de Jesús que aparece en dos pasajes similares del Nuevo Testamento, en el Sermón de la Montaña del Evangelio de Mateo y en el Sermón de la montaña del Evangelio de Lucas donde Jesús alerta  a la gente sobre los «falsos profetas».

## Textos bíblicos
- Según  san Mateo: (7; 15-20)

»Guardaos bien de los falsos profetas, que se os acercan disfrazados de oveja, pero por dentro son lobos voraces. Por sus frutos los conoceréis: ¿es que se recogen uvas de los espinos o higos de las zarzas? Así, todo árbol bueno da frutos buenos, y todo árbol malo da frutos malos. Un árbol bueno no puede producir frutos malos, ni un árbol malo producir frutos buenos. Todo árbol que no da buen fruto se corta y se arroja al fuego. Por tanto, por sus frutos los conoceréis.

- Según  san Lucas: (6; 43-45)

»Porque no hay árbol bueno que dé fruto malo, ni tampoco árbol malo que dé buen fruto. Pues cada árbol se conoce por su fruto; no se recogen higos de los espinos, ni se vendimian uvas del zarzal. El hombre bueno del buen tesoro de su corazón saca lo bueno, y el malo de su mal saca lo malo: porque de la abundancia del corazón habla su boca..

## Interpretación de la Iglesia católica
Jesucristo habla de pureza de intención. De igual forma que por los frutos se conoce el árbol que los dio, las obras terminan por descubrir el corazón del que salieron. En el corazón está la determinación última del valor de las acciones de los hombres, ya que «no está el negocio en tener hábito de religión u no, sino en procurar ejercitar las virtudes y rendir nuestra voluntad a la de Dios en todo y que el concierto de nuestra vida sea lo que Su Majestad ordenare de ella, y no queramos nosotras que se haga nuestra voluntad, sino la suya» 
Jesús recuerda que con las buenas obras se construye la perseverancia y no solamente con los buenos deseos y las buenas palabras: «¿Cuál es el testigo más fidedigno sino el que confiesa a Jesucristo venido en carne, y guarda los preceptos evangélicos? Porque el que escucha pero no pone por obra niega a Cristo; aunque lo confiese de palabra, lo niega con sus obras. (…) El verdadero testigo es el que con sus obras sale fiador de los preceptos del Señor Jesús»

## Otras interpretaciones
En el Evangelio de Mateo, el contexto se relaciona con probar a un profeta . En el Evangelio de Lucas la conexión es menos obvia. El ministro escocés William Robertson Nicoll sugiere que "el hilo probablemente se encuentre en la palabra ὑποκριτά, (hypokrita) , aplicada a alguien que por su censura afirma ser santo, pero en realidad es un pecador mayor que aquellos a los que culpa".